# Prieuré Saint-Pierre de Glanot
Le prieuré Saint-Pierre de Glanot est un prieuré bénédictin fondé dans le duché de Bourgogne au XIIe siècle. Il est situé dans le département français de Côte-d'Or actuel et précisément dans le hameau de Glanot. Il est en relation avec la paroisse de Mont-Saint-Jean. 

## Emplacement
Il se trouve au hameau de Glanot, juste à la sortie de Mont-Saint-Jean en direction de Blancey, au n° 39 rue de Glanot. Pouilly-en-Auxois est à 15 km à l'est, Dijon à 58 km également à l’est ; Saulieu est à 18 km à l'ouest. Mont-Saint-Jean est aux portes de la grande forêt morvandelle, à l'est de celle-ci.

## Histoire
Les seigneurs de Mont-Saint-Jean fondent le prieuré, qui reçoit une redevance de leur part. Appelé Glenoul en 1348, sa construction date de la première moitié du XIIe siècle, comme indiqué par le style des chapiteaux de l'église. L'établissement dépend de Cluny et est régi par la règle de saint Benoît selon l'ancienne réforme. Le prieur a la charge des cures de Missery, Thorey, Gissey-le-Vieux et Soussey. Le pouillé de Cluny de 1644 indique qu'il doit donner une aumône journalière, et le Jeudi Saint il doit laver les pieds à 12 pauvres et faire une aumône générale. En remerciement, le seigneur doit lui donner 4 quartiers de mouton, 96 boisseaux de froment, 48 boisseaux d'avoine et 16 pintes de vin.
Une source dans le prieuré, dédiée à saint Maur après l'avènement du christianisme, avait une réputation de guérisseuse. Un petit canal voûté amenait son eau dans un réservoir. Au début du XXe siècle s'y trouvait encore une statue du saint, debout sur un socle au milieu de l'eau ; vers cette époque elle est envoyée au musée de la société Éduenne à Autun.
Vers 1260 le prieuré est extrêmement délabré : église sans toiture, vitraux absents, grange effondrée par vétusté et par manque de toit, les cinq moines résidents ont des chambres individuelles et laissent les cochons habiter le dortoir sans toit. Pour cette raison, l'abbé de Cluny visite le lieu en 1267. Pourtant Glanot possède le droit de présentation (c.à.d. le droit du choix du curé, ce qui implique de pouvoir tirer des revenus de l'église en question) pour six églises dont Saizerey (hameau de Missery), "Saunotte" (Sonnotte, sur Mont-Saint-Jean ; pour cette église le droit de présentation est partagé avec l'évêque d'Autun), Soussey ou Thorey-sous-Charny.
Son église Saint-Pierre sert aussi d'église paroissiale jusqu'au XVe siècle. Bâtie sur de grandes dimensions, elle contient 12 autels. Ses chapelles intérieures abritent plusieurs tombes, dont celles de plusieurs seigneurs de Mont-Saint-Jean. On y trouve entre autres la sépulture d'Antoinette de Bauffremont, épouse d'Antoine de Luxembourg et décédée en 1488. Claude Beauvoir de Chastellux († 1453), maréchal de France et chambellan de Philippe le Bel, a épousé Guye, sœur de Jeanne l'héritière de Mont-Saint-Jean et femme de Pierre de Thil seigneur de Saint-Beury ; Claude vit à Mont-Saint-Jean (dont il se qualifie seigneur en 1434), et c'est lui qui fait poser une belle tombe sculptée sur la dépouille de sa belle-sœur Jeanne au prieuré. Les seigneurs de Sonnotte, prévôts de la Croix, y ont une chapelle et un caveau. La chapelle (intérieure) Saint-Blaise abrite le caveau des Espiard, mais dans le bas de l'église priorale se trouvent trois tombes d'Espiard dont Claude Espiard de Sonnotte en 1552. Pierre de Bauffremont seigneur de Mont-Saint-Jean, mort le 7 août 1472, est enterré au prieuré également.
Un colombier est construit au XVIe siècle, époque indiquée par les moulures des baies. Antoine de Luxembourg fait faire deux grandes verrières pour l'église, le représentant avec sa femme Antoinette de Bauffremont et plusieurs autres membres de sa famille.
Entre 1686 et 1689 le prieur Daniel Viard fait une reprise de fief pour le prieuré de Glanot. En 1726 le prieuré est estimé à 1 400 ou 1 500 livres.

### Fin du prieuré
Après la Révolution un bas-relief sculpté d'un écusson, provenant du tombeau d'Antoinette de Bauffremont, est amené à la chapelle de Fleurey. Vers 1880 ce fragment est cédé à un descendant de la famille, qui l'amène au château de Brienne.
Le prieuré est vendu comme bien national en 1791 - mais pas l'église qui, bien qu'elle soit enclavée dans le terrain du prieuré, est laissée à disposition de la commune "pour le culte de Glanot et pour les assemblées primaires". L'acquéreur du prieuré est l'ancien maire Jean-Baptiste Poulain ; il essaie d'acheter l'église en 1796 mais sa soumission est rejetée.

En 1816 l'église est déjà ruinée. Lors d'un litige entre la commune et les propriétaires, en 1833 ces derniers sont accusés de l'avoir en partie démolie et d'avoir volé le mobilier petit à petit.
De nos jours, les seuls vestiges du prieuré sont les ruines de l'église et le colombier. Une statue de l'église commandée en 1578 par le prieur Antoine Borenet et le représentant agenouillé en costume de chanoine, est donnée en 1866 par le propriétaire du moment, Mr Bérard, à Mme Blanc, romancière ; le fils de cette dernière, Édouard Blanc, membre de la société Éduenne, l'offre au musée Rolin d'Autun,.

## Prieurs
- 1283 : Raoul[28]
- 1397 : Guillaume de Lespinasse, est aussi connétable de l'abbé de Cluny. Il est ensuite prieur au prieuré de la Sainte-Trinité de Marcigny-les-Nonnains[29].

[...]
- 1578 ou avant-1593 ou après : Antoine Borenet († 19 avril 1607) commande en 1578 une statue pour l'église du prieuré. Il remet en 1593 un mémoire au duc de Mayenne[26]. Il est docteur en droit civil et canon (université d'Autun), reçu chanoine de Saint-Ladre ou Saint-Lazare à Autun le 28 août 1559. Il est prévôt de Sussey du 10 juin 1564 (à la suite de la démission de Gabriel de Grigny) à 1597. Il est aussi curé de Reclesne, prévôt de Notre-Dame d'Autun, terrier et official. Il représente le clergé du bailliage d'Auxois aux premier (1576) et second (1588) États généraux de Blois[27].
- av. 11 avril 1643-1643/1647 : Arthus Alexandre Viart Ier, seigneur de Montillé, fils de Guillaume Viart († apr. 15 sept. 1637[note 1]) et de Jeanne Lugnier, est qualifié de prieur de Glanot dans un acte portant cette date. Il retourne ensuite à l'état de laïque, devient maréchal des logis des cent Suisses de la garde du roi et se marie le 27 novembre 1647. Le 10 février 1670 un acte le qualifie de gentilhomme servant ordinaire du roi. Le 12 septembre 1671, un acte du Conseil d'État le maintient dans ses quartiers de noblesse. En 1682 il est reçu aux États de Bourgogne[30]. Les Viart sont apparentés aux ducs de Gesvres, aux ducs de La Vallière, aux comtes de Maurepas et aux vicomtes de Saint-Florentin[31].
- av. 1654-1689 : Daniel Viart, fils de François Viart Ier[note 2], est prieur et seigneur de Glanot lorsqu'il est nommé conseiller-aumônier ordinaire du roi le 10 mars 1654. En 1689 il résigne du prieuré au profit de son neveu Arthus Alexandre Viart et meurt en 1692[30].
- ?-av. 1705 : Arthus Alexandre Viart II, fils de François Viart II († av. 28 août 1699)[note 3] et de sa femme Virgine Chaury dame de Rignac[note 4], seigneur de Pimelle et d'Ancy-le-Serveux en partie, est né le 15 décembre 1675. Il est d'abord prieur commendataire de Glanot. En 1705 il épouse Anne-Dorothée Chambon, veuve de Claude Camusat officier de la maison du roi, fille de François Chambon également officier de la maison du roi et de Françoise Hardel sa veuve. Ils ont une fille, Anne-Michelle Viart de Pimelle[32], née le 26 novembre 1716, reçue à la Maison royale de Saint-Louis (pensionnat à Saint-Cyr apportant aux jeunes filles nobles pauvres une éducation d'avant-garde)[31].
- 1741 : Guillaume Despès[33]

## Armoiries du prieuré
| Armoiries         | Blasonnement                |
| Prieuré de Glanot | D'or, à un gland de sinople |